# Mirek Waligora
Mirek Waligora, geboren als Mirosław Andrzej Waligóra (Krakau, 4 februari 1970) is een voormalig Pools-Belgisch voetballer, die speelde als aanvaller.

## Biografie
Waligora begon zijn professionele carrière bij Hutnik Kraków in 1990. Hij speelde hier tot 1994 en scoorde 61 maal voor de club. In 1994 verhuisde hij naar de Belgische eersteklasser Lommel SK. Waligora bleef 13 jaar bij Lommel. Van 1994 tot 2003 als speler van Lommel SK. Van 2003 tot 2007 bij fusieclub KVSK United Overpelt-Lommel. Voor Lommel scoorde Waligora 61 doelpunten. Voor KVSK United 50 doelpunten. In 2007 verhuisde de spits naar AS Verbroedering Geel. In 2009 trok hij naar tweedeprovincialer KVK Beringen, waar hij in 2012 een punt zette achter zijn carrière.Hij werd tweemaal topschutter in tweede provinciale en in dat tweede seizoen ook promotie naar eerste provinciale, waar hij na één seizoen stopte met voetballen op 42-jarige leeftijd.
Waligora was lid van de gemeenteraad van Lommel.
Waligora won in 1992 een zilveren medaille met Polen op de Olympische Spelen.